# Le Robert

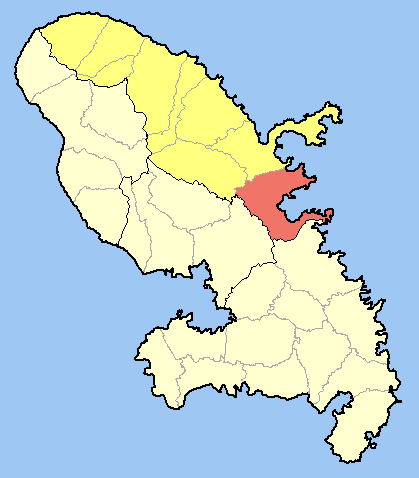
Situació de Le Robert

Le Robert és un municipi francès, situat a la regió de Martinica. El 2009 tenia 24.064 habitants. Es troba a la banda atlàntica, a 20 kilòmetres de Fort-de-France

## Història
La ciutat va ser fundada pel pare Labat en 1694, i al principi fou anomenada Cul-de-Sac. El poble es va fundar en 1837. El 29 de novembre de 2007 la localitat va ser afectada per un sisme de 7,4 en l'escala de Richter.

## Administració
| Període   | Identitat                 | Partit        |
| --------- | ------------------------- | ------------- |
| 1878-1932 | Lucien Belus              |               |
| 1932-1937 | Henri-Ellie Auze          |               |
| 1937-1941 | Paul Symphor              |               |
| 1941-1943 | André Pignol              |               |
| 1943-1965 | Paul Symphor              |               |
| 1965-1989 | Marius Stephanie-Victoire |               |
| 1989-2001 | Édouard Delepine          |               |
| 2001-     | Alfred Monthieux          | Divers gauche |

## Agermanaments
- Robécourt

## Personatges il·lustres
- Ronny Thuriaf, jugador de bàsquet a l'NBA